# Équipe du Qatar masculine de handball
Maillots
Dernière mise à jour : 28 janvier 2025.

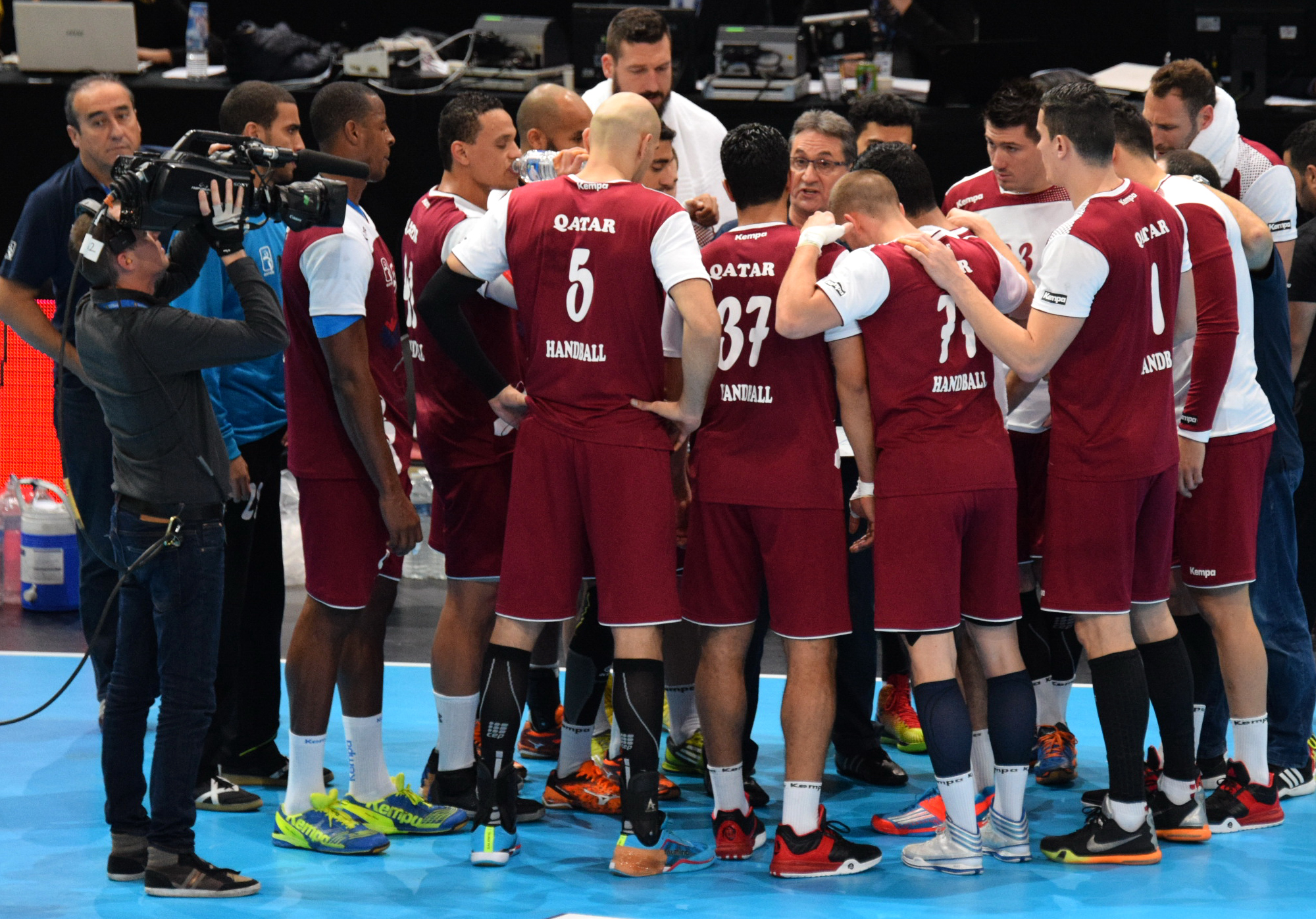
Le 10 janvier 2016 lors de la Golden League à Paris

L'équipe du Qatar masculine de handball représente l'Association qatarienne de handball lors des compétitions internationales, notamment lors des tournois olympiques et des championnats du monde.
Le Qatar, qui ne compte que quelques centaines de handballeurs licenciés, fait appel depuis 2013 à de nombreux joueurs naturalisés pour pourvoir sa sélection nationale. Elle remporte ainsi son premier championnat d'Asie en 2014 et surtout, elle atteint l'année suivante la finale du championnat du monde qu'elle organise et devient la première équipe non-européenne à réaliser pareille performance. Elle participe ensuite aux Jeux olympiques 2016.
Mais les performances collectives ont ensuite décliné doucement au niveau mondial avec notamment les non-qualifications pour les Jeux olympiques de 2021 et 2024 ou encore la 22e place au Championnat du monde 2023. En novembre 2023, Valero Rivera est alors remplacé après dix ans à la tête de la sélection de l'émirat par le Serbe Goran Džokić (en). Le monténégrin Veselin Vujović est ensuite nommé sélectionneur en août 2024.

## Histoire
L'équipe du Qatar de handball fait sa première apparition sur la scène internationale en 1983 lors des championnats d'Asie organisés en Corée du Sud. Elle remporte sa première médaille en 2002 lors de la finale des championnats d'Asie en Iran, qu'elle perd face au Koweït.
En 2011, le Qatar surprend en obtenant l'organisation des championnats du monde de handball 2015. L'année suivante, la sélection atteint de nouveau la finale des championnats d'Asie mais perd face à la Corée du Sud.
Le Qatar, qui ne compte que quelques centaines de handballeurs licenciés, fait appel depuis 2013 à des joueurs naturalisés pour pourvoir sa sélection nationale. Ceux-ci, attirés par d'importants salaires et sans avenir au sein de leur équipe nationale, peuvent en effet évoluer sous le maillot d'un nouveau pays s'ils n'ont plus été sélectionnés depuis trois ans.
C'est aussi en 2013 que Valero Rivera devient sélectionneur du Qatar. L'arrivée à la tête du projet de l'ancien entraîneur du FC Barcelone (1983 - 2003) et de l'équipe d'Espagne (2008 - 2013) convaincra de nombreux joueurs à être naturalisés,. Dès l'année suivante, la sélection qatarienne remporte ses premiers championnats d'Asie face au Bahreïn, pays organisateur.
En 2015, le Qatar organise les championnats du monde à Doha et Lusail. Seuls deux joueurs de la sélection qatarie sur dix-sept seraient alors natifs du pays. En phase de poule, l'équipe domine le Brésil, la Slovénie, le Chili et la Biélorussie mais bute face à l'Espagne, derrière qui elle termine deuxième du groupe. Lors de la phase finale, le Qatar élimine successivement les sélections autrichienne, allemande et polonaise, mais s'incline en finale face à l'équipe de France, championne olympique et d'Europe en titre.
En 2016, le Qatar participe à ses premiers Jeux olympiques où il s'incline en quart de finale.
Après un Championnat du monde 2019 conclu à la 13e place et une élimination en demi-finale du Tournoi asiatique de qualification olympique, le Qatar rate toute possibilité de se qualifier pour les JO de Tokyo en 2020.

## Palmarès
| Jeux olympiques - avant 2016 : non qualifié - Rio 2016 : 8e place - Tokyo 2020 : non qualifié - Paris 2024 : non qualifié Jeux asiatiques - Pusan 2002 : médaille de bronze - Doha 2006 : vice-champion - Incheon 2014 : champion - Jakarta 2018 : champion - Hangzhou 2023 (en) : champion Championnats du monde - avant 2003 : non qualifié - 2003 : 16e place - 2005 : 21e place - 2007 : 23e place - 2013 : 20e place - 2015 : vice-champion - 2017 : 8e place - / 2019 : 13e place - 2021 : 8e place - / 2023 : 22e place - / 2025 : 21e place | Championnats d'Asie - 1983 : 6e place - 1987 : 6e place - 1989 : 6e place - 1991 : 4e place - 1993 : 7e place - 2002 : vice-champion - 2004 : 3e place - 2006 : 3e place - 2008 : 5e place - 2010 : 5e place - 2012 : vice-champion - 2014 : champion - 2016 : champion - 2018 : champion - 2020 : champion - 2022 : champion - 2024 : champion |

## Effectif

### Effectif actuel
Les 18 joueurs sélectionnés pour disputer le Mondial 2023 sont :

## Galerie

Le 10/01/2016 lors de la Golden League à l'AccorHotels Arena à Paris
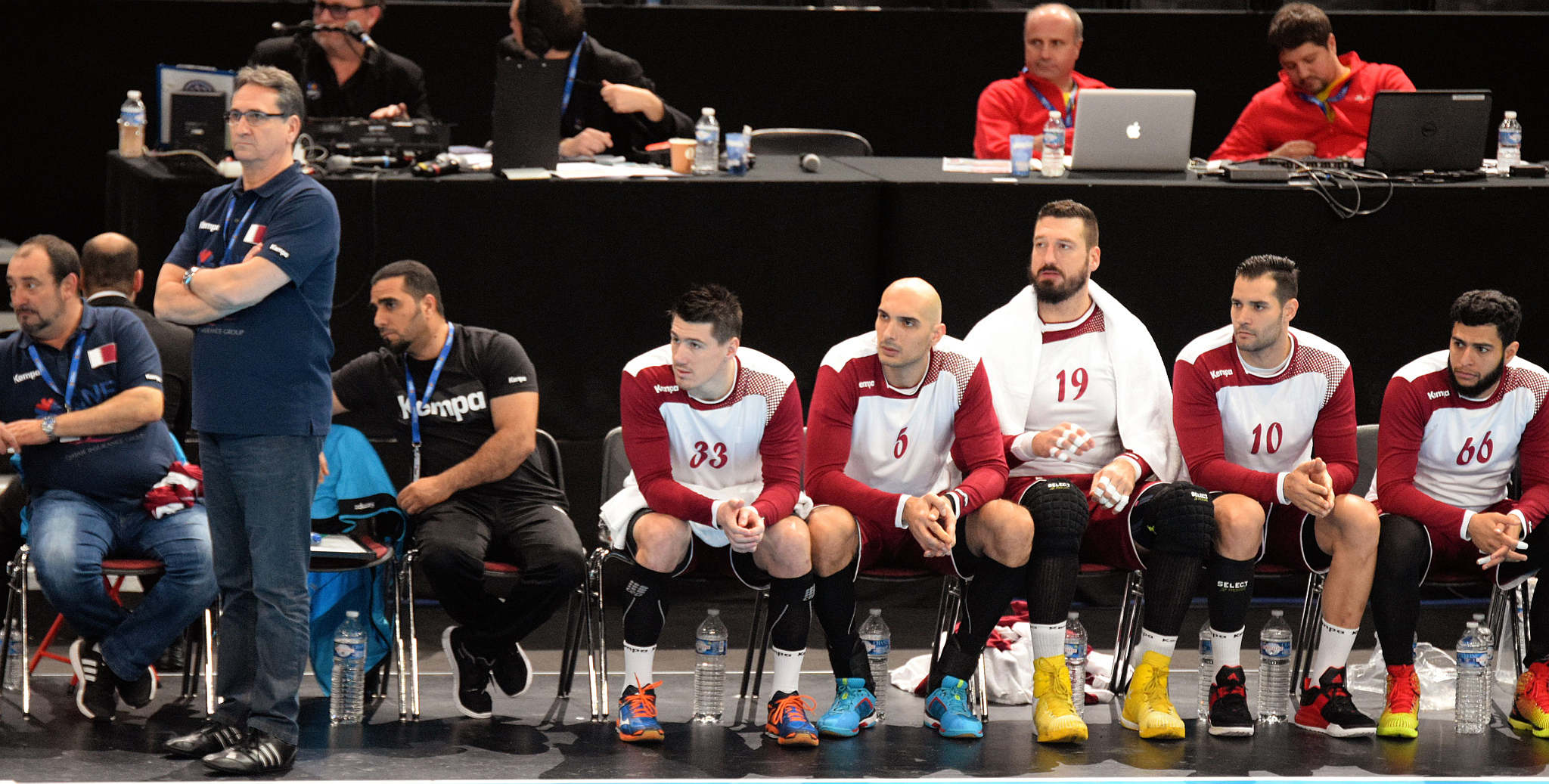
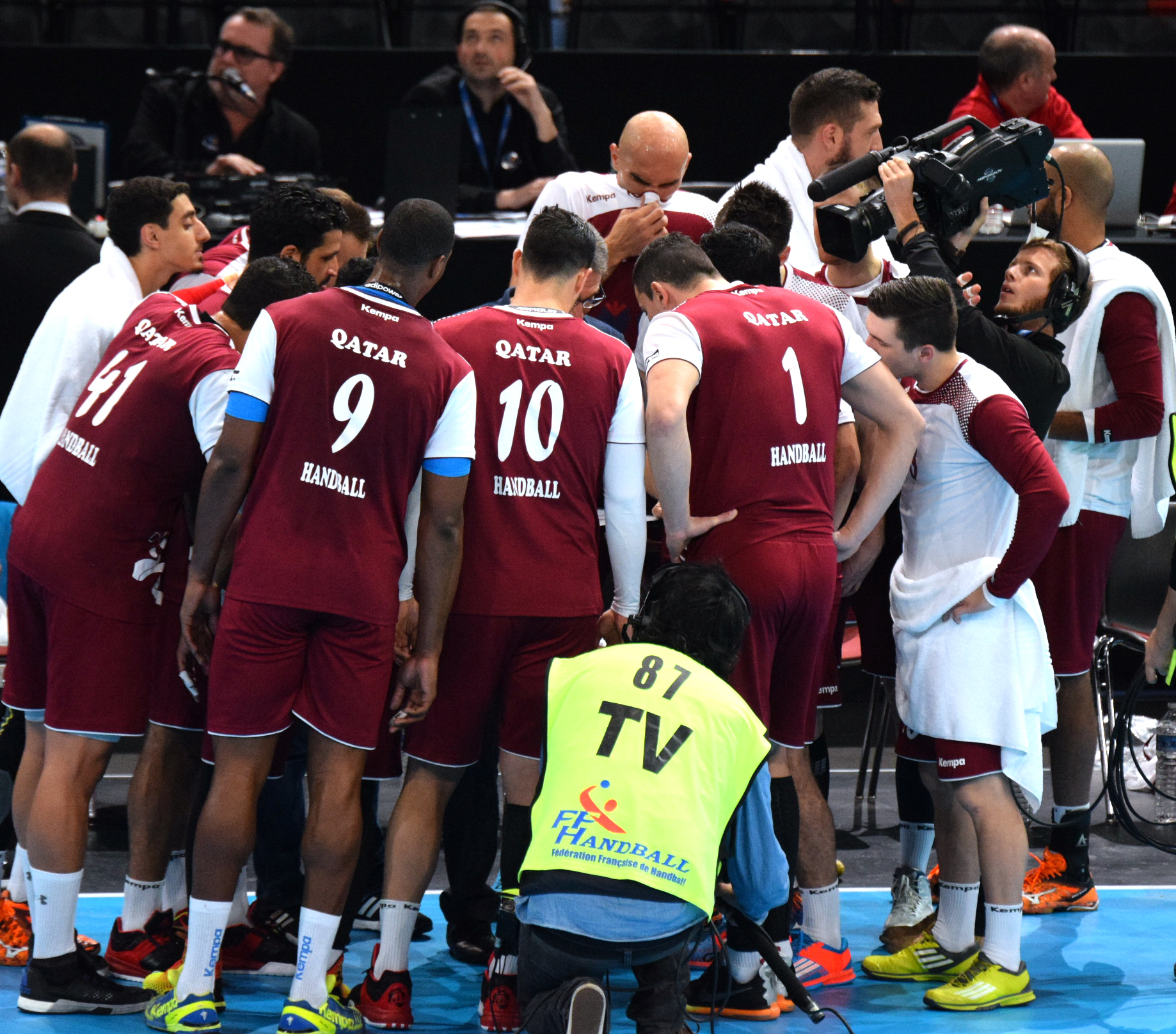
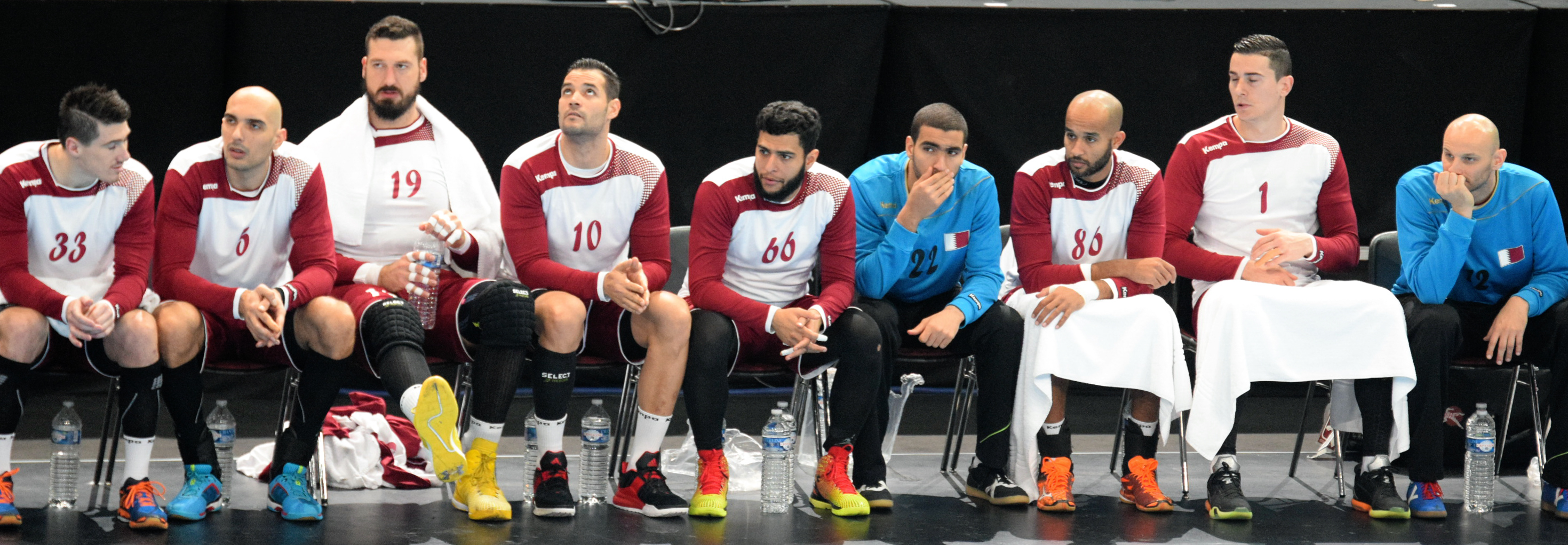
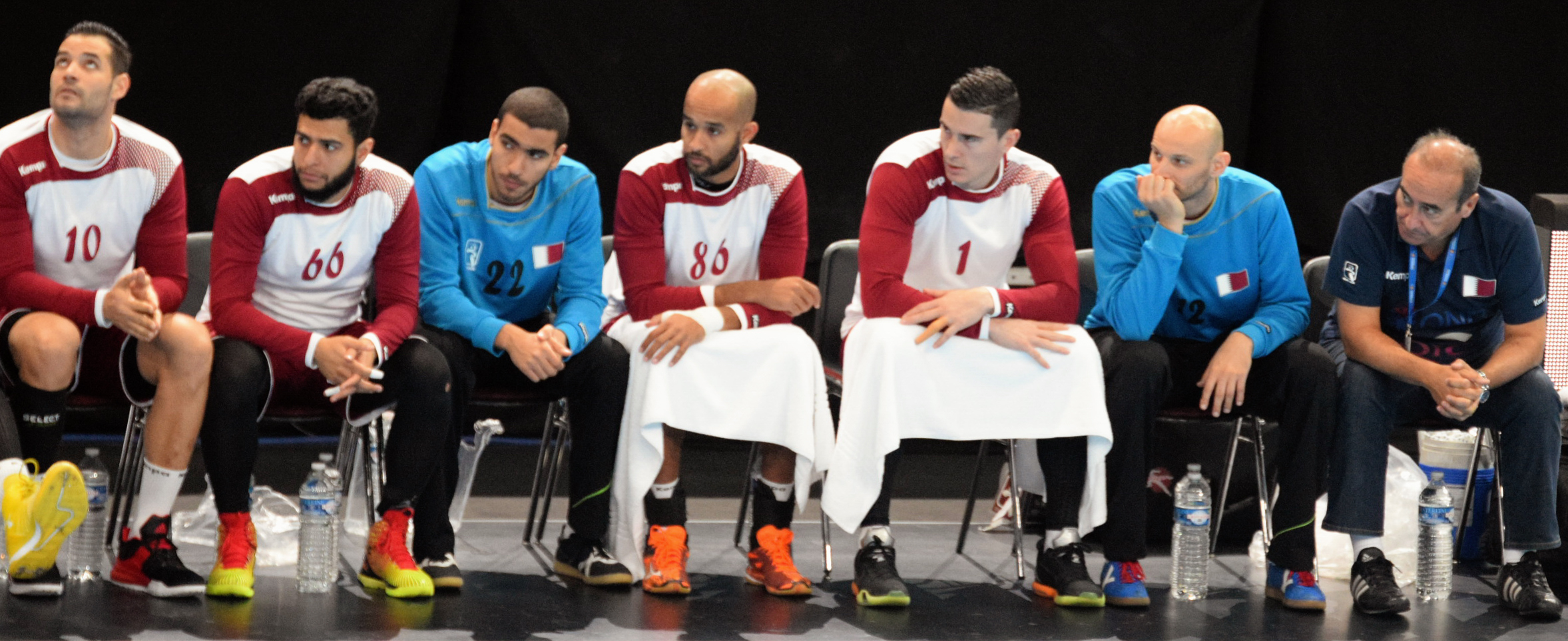

## Entraîneurs

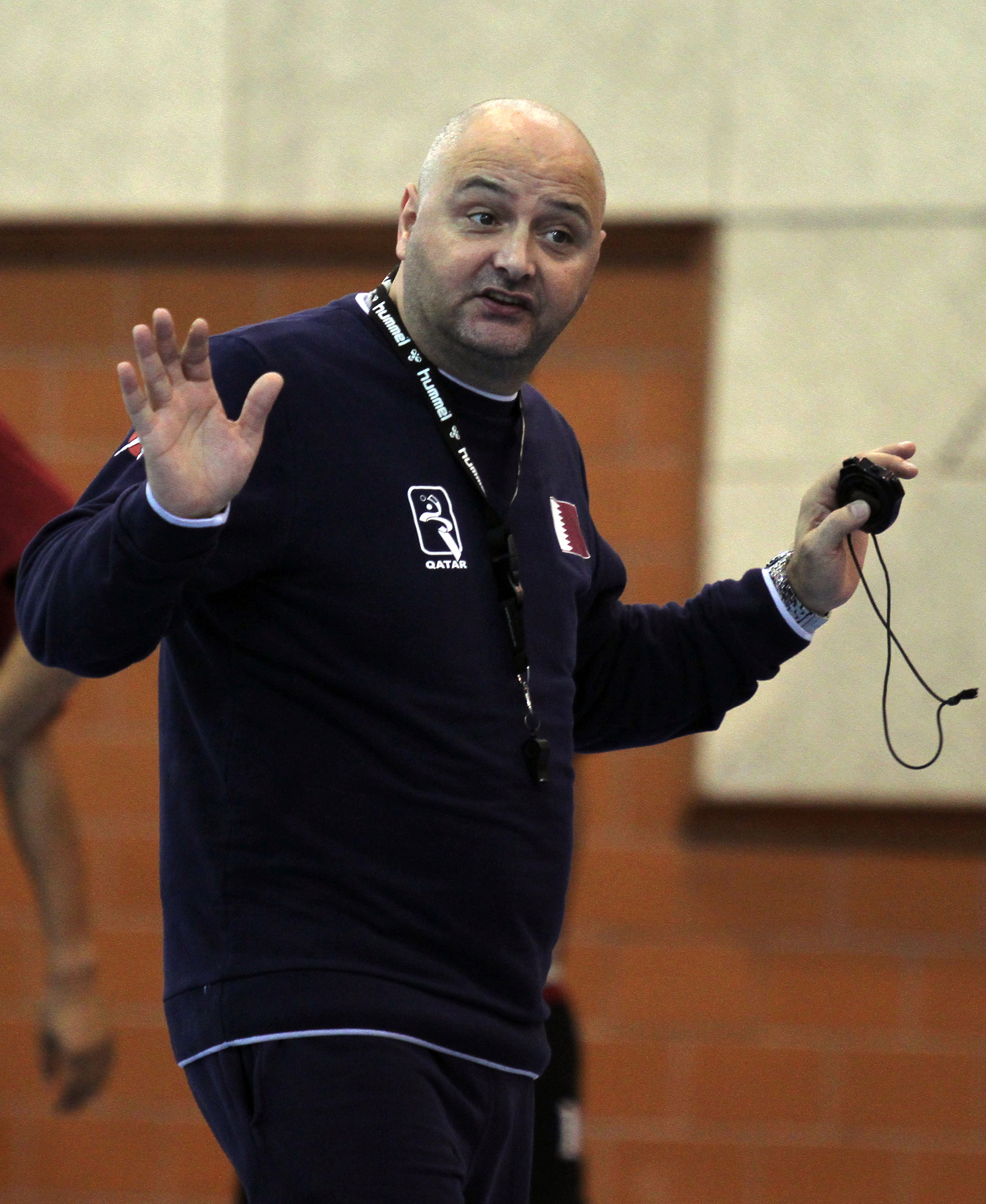
Borut Maček en 2011.

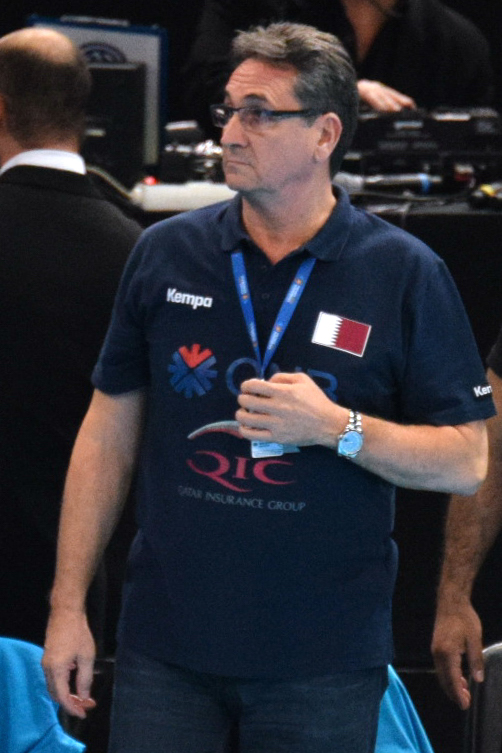
Valero Rivera en 2016.

- / Abas Arslanagić : de 1988 à 1994
- Ekrem Jaganjac : de 1994 à 1995 et de 2000 à 2005
- Ștefan Birtalan : de 1995 à 1999
- Ekrem Jaganjac : de 2000 à 2003
- Branislav Pokrajac et  Ekrem Jaganjac : de 2003 à 2005
- Ekrem Jaganjac : de 2002 à 2007
- inconnu : de 2007 à 2010
- Borut Maček (no) : de 2010 à 2013
- Valero Rivera : de 2013 à 2023[1]
- Goran Džokić (en) : de décembre 2023 à août 2024
- Veselin Vujović : depuis août 2024[2]